# Поселення Пробіжна I
Поселення Пробіжна I — щойно[коли?] виявлена пам'ятка археології в Чортківському районі Тернопільської області. 
Внесено до Переліку щойновиявлених об'єктів культурної спадщини (охоронний номер 1663).

## Відомості
Розташована в центральній частині села, ІІ надзаплавній терасі лівого берега струмка.
У 2008 році поселення обстежував В. Ільчишин. Під час обстеження пам’ятки виявлено старожитності епоха бронзи та ранньої залізної доби.